# Hardwired...to Self-Destruct
| 전문가 평가         | 전문가 평가 |
| 총 점수             | 총 점수     |
| 출처                | 점수        |
| ------------------- | ----------- |
| AnyDecentMusic?     | 6.8/10      |
| 메타크리틱          | 73/100      |
| 평가 점수           |             |
| 출처                | 점수        |
| AllMusic            | [ 3 ]       |
| Chicago Tribune     | [ 4 ]       |
| Classic Rock        | [ 5 ]       |
| The Daily Telegraph | [ 6 ]       |
| The Guardian        | [ 7 ]       |
| NME                 | [ 8 ]       |
| Pitchfork           | 6.5/10      |
| PopMatters          | 8/10        |
| Rolling Stone       | [ 11 ]      |
| Sputnikmusic        | [ 12 ]      |

《Hardwired... to Self-Destruct》는 미국의 헤비 메탈 밴드 메탈리카의 열 번째 스튜디오 음반으로, 2016년 11월 18일, 밴드의 레이블인 블래커넨드 레코딩스를 통해 더블 음반 형식으로 발매되었다. 이 음반은 2008년 《Death Magnetic》 이후 8년 만에 발표된 메탈리카의 새 스튜디오 음반으로, 밴드 경력상 가장 긴 공백기를 기록했다. 또한 블래커넨드를 통해 발매된 첫 스튜디오 음반이기도 하다. 음반은 《Death Magnetic》의 엔지니어이자 믹싱을 맡았던 그렉 피델먼이 프로듀싱을 담당했다.
《Hardwired... to Self-Destruct》는 미국 빌보드 200 차트에서 메탈리카의 여섯 번째 연속 스튜디오 음반 1위 데뷔를 기록했으며, 첫 주에 29만 1천 장의 앨범 등가 단위를 판매하고 57개국에서 차트 1위를 차지했다. 여섯 장 연속 1위 데뷔는 빌보드 200 차트 역사상 두 번째 기록으로, 첫 번째는 데이브 매슈스 밴드였다. 《Hardwired... to Self-Destruct》는 평론가들로부터 대체로 긍정적인 평가를 받았으며, 2020년에는 메탈리카의 드러머 라스 울리히가 이 음반을 밴드 최고의 작품으로 꼽았다.

## 배경
2011년 10월, 베이시스트 로버트 트루히요는 밴드가 새로운 음악 작업을 시작하기 위해 스튜디오에 돌아갔다고 밝혔다. 그는 "새로운 메탈리카 음반의 작곡 과정이 시작되었습니다. 우리는 릭 루빈과 함께 몇 가지 작업을 진행 중이며, 내년 대부분의 시간을 녹음에 사용할 예정입니다."라고 말했다. 2013년 1월 8일, 《클래식 록》과의 인터뷰에서, 라스 울리히는 음반에 대해 "현재 우리가 하고 있는 것은 분명히 《Death Magnetic》의 연속적인 사운드처럼 들린다"고 말했으며, "나는 릭 루빈을 좋아한다. 우리 모두가 그를 사랑한다. 우리는 그와 끊임없이 연락을 하고 있다. 어디로 가게 될지는 보자. 만약 음반이 2013년에 나온다면 나는 놀랄 것이다."라고 덧붙였다. 2013년 7월, 울리히는 《Ultimate Guitar》와의 인터뷰에서 "2014년은 새로운 메탈리카 음반 작업에 집중할 것이다"라며 음반은 2015년 중에 발표될 가능성이 크다고 말했다. 트루히요와 커크 해밋은 이후 밴드가 스튜디오에 들어갈 계획을 확정지었다.
2014년 3월, 메탈리카는 "Metallica By Request"라는 투어를 시작했으며, 팬들이 요청한 곡들을 공연했다. 이 투어를 위해 〈Lords of Summer〉라는 새로운 곡이 작성되었으며, 2014년 3월에는 "첫 번째 테이크" 버전이 데모로 공개되었다. 그 해 블랙 프라이데이에 "First Pass Version"과 라이브 버전이 담긴 한정판 4,000장으로 발매되었다. 2015년 3월, 울리히는 《롤링 스톤》과의 인터뷰에서 음반을 위해 20곡이 작성되었으며, 그 중 일부는 같은 해에 열리는 공연에서 연주될 수 있기를 바란다고 말했다. 2015년 10월, 밴드는 새로운 웹사이트를 공개하며 울리히가 스튜디오에서 새로운 작업을 진행하는 모습을 담은 영상을 포함한 소개글을 올렸다. 11월, 해밋은 음반이 2016년 말 또는 2017년 초에 발매될 예정이라고 말했다.
2016년 2월 6일, 메탈리카는 슈퍼볼 50을 앞두고 AT&T 파크에서 열린 "The Night Before" 공연 중에 제임스 헷필드가 밴드의 녹음 작업이 거의 끝나가고 있다고 밝혔다. 라스 울리히 역시 음반이 곧 발매될 것이라고 말했다. 이 공연에서는 새로운 리프가 연주되었으며, 이는 이후 〈Murder One〉의 일부로 밝혀졌다. 울리히는 2016년 3월에 추가적으로 설명하며, 밴드가 봄 안에 음반 제작을 마치기를 희망한다고 말했다. 그는 "2016년은 꽤 직설적인 한 해가 될 것 같다, 적어도 후반기는... 봄 안에 (음반 완성 작업을) 끝낼 수 있기를 바란다"고 덧붙였다. 2016년 3월, 커크 해밋은 밴드가 《Death Magnetic》의 엔지니어이자 믹싱을 맡았던 그렉 피델먼과 함께 새로운 음반을 작업하고 있다고 밝혔다. 해밋은 "‘프로듀서’라는 직함 자체가 다소 모호합니다. 사람마다 다르게 적용되기 때문입니다. 릭 루빈도 프로듀서라 부를 수 있지만, 그는 밥 록처럼 모든 노트에 함께하는 타입은 아닙니다. 동시에 릭 루빈은 결과물을 만들어냅니다. 그렉 피델먼은 또 다른 유형의 프로듀서로, 항상 엔지니어와 함께 프로젝트를 진전시키기 위해 노력합니다."라고 말했다.
2016년 4월, 밴드는 2016년 레코드 스토어 데이를 앞둔 주간 동안 홍보 대사로 활동했으며, 울리히는 《빌보드》와의 인터뷰에서 밴드의 음악 산업 내 확장된 역할이 음반을 작곡하고 녹음하는 데 걸린 시간에 일조했다고 말했다. "지금 우리가 일을 진행하는 방식은 《Kill 'Em All》과 《Ride the Lightning》 시절과는 매우 다릅니다. 요즘 우리는 정말 다양한 것들을 하고 싶어합니다." 울리히는 또한 음반 제작이 거의 완료 단계에 도달했다고 낙관적으로 말했다. "어떤 급진적인 일이 일어나지 않는 한, 2016년에 발매되지 않을 것이라고 믿기 어렵습니다." 2016년 5월, 울리히는 《메탈 포스》와의 인터뷰에서 음반이 2016년 여름에 발매될 것이며, 새로운 음반에 대한 세부 사항이 다음 달 안에 확정될 것이라고 말했다. "만약 음반이 올해 발매되지 않는다면, 그건 작업이 완료되지 않아서가 아닐 것입니다... 뭔가 우주적인 이유 때문에 내년까지 기다리는 것이 더 현명할 것이라고 판단했기 때문일 것입니다. 하지만 음반은 이번 여름에 완성될 것입니다." 〈Hardwired〉의 녹음이 완료되면서, 2016년 6월, 음반 녹음이 마무리되었다.

## 발매 및 홍보
2016년 8월 18일, 라이브 페이스북 이벤트에서 라스 울리히는 음반이 2016년 11월에 발매될 것이며, 12곡이 수록될 것이라고 말했다. 밴드 공식 웹사이트에 올라온 발표에 따르면, 음반의 CD 버전은 각각 6곡이 수록된 두 장의 디스크로 구성될 것이며, 약 80분에 가까운 신곡이 수록될 것이라고 하였다. 메탈리카는 같은 날 음반의 첫 번째 싱글인 〈Hardwired〉를 발매하였으며, 밴드 공식 웹사이트를 통해 음반을 예약 주문한 이들은 이 곡을 즉시 다운로드할 수 있었다. 미국의 사진가 듀오인 헤어링 & 헤어링이 제작한 커버 아트와 〈Hardwired〉의 뮤직 비디오 역시 공개되었다. 2016년 9월 15일, 밴드는 음반 디럭스 에디션의 트랙리스트를 업데이트하였다고 발표하였다. 밴드가 처음에 디스크 3에 포함하려 했던 13곡의 "리프 원본" 대신, 밴드는 2014년 로니 제임스 디오의 헌정 음반 《Ronnie James Dio – This Is Your Life》를 위해 녹음한 〈Ronnie Rising Medley〉, 딥 퍼플의 〈When a Blind Man Cries〉, 아이언 메이든의 〈Remember Tomorrow〉 커버곡, 그리고 2016년 4월 16일, 레코드 스토어 데이에서 라이브로 연주한 9곡의 리마스터 버전과 〈Hardwired〉 라이브 버전을 수록하였다.
2016년 9월 26일, 메탈리카는 음반의 두 번째 싱글인 〈Moth into Flame〉과 뮤직 비디오를 공개했다. 음반의 세 번째 싱글인 〈Atlas, Rise!〉는 2016년 10월 31일에 발매되었으며, 음반의 녹음 과정을 담은 영상이 포함된 뮤직 비디오가 함께 공개되었다. 같은 날, 울리히는 《더 스트레이츠 타임스》와의 인터뷰에서 밴드가 음반의 12곡 모두에 대해 뮤직 비디오를 촬영할 예정이라고 밝혔다. 또한 유튜브를 그들의 플랫폼으로 사용할 계획이라고 말했다. "이제 유튜브가 세계에서 가장 큰 텔레비전 방송국이 되다 보니, 우리는 모든 곡에 대해 뮤직 비디오를 찍는 게 좋겠다고 생각했어요... 12곡에 대해 뮤직 비디오를 찍는다는 건 정말 미친 짓 같지만, 음반을 홍보하면서 전국을 돌아다니고, 유출되지 않도록 신경 쓰는 상황에서는 현실적으로 말도 안 돼요. 미친 일이긴 하지만, 동시에 재밌어요." 2016년 11월 12일, 미국의 한 월마트 매장에서는 음반이 공식 발매일인 11월 18일보다 앞서 판매되기 시작했다. 11월 16일에는 나머지 9곡과 〈Lords of Summer〉를 포함한 모든 뮤직 비디오가 공개되었다. 〈Spit Out the Bone〉의 뮤직 비디오에는 이탈리아의 마테라 시가 등장한다.

## 곡 목록
모든 곡들은 특별한 언급이 없는 한 제임스 헷필드와 라스 울리히에 의해 작사/작곡하였다.
| #  | 제목                    | 재생 시간 |
| -- | ----------------------- | --------- |
| 1. | 〈Hardwired〉           | 3:09      |
| 2. | 〈Atlas, Rise!〉        | 6:28      |
| 3. | 〈Now That We're Dead〉 | 6:59      |
| 4. | 〈Moth into Flame〉     | 5:50      |
| 5. | 〈Dream No More〉       | 6:29      |
| 6. | 〈Halo on Fire〉        | 8:15      |

| #   | 제목                   | 작사·작곡                       | 재생 시간 |
| --- | ---------------------- | ------------------------------- | --------- |
| 7.  | 〈Confusion〉          |                                 | 6:43      |
| 8.  | 〈ManUNkind〉          | 헷필드, 울리히, 로버트 트루히요 | 6:55      |
| 9.  | 〈Here Comes Revenge〉 |                                 | 7:17      |
| 10. | 〈Am I Savage?〉       |                                 | 6:30      |
| 11. | 〈Murder One〉         |                                 | 5:45      |
| 12. | 〈Spit Out the Bone〉  |                                 | 7:09      |

## 인증
| 국가                                                                                         | 인증        | 판매량/출하량 |
| -------------------------------------------------------------------------------------------- | ----------- | ------------- |
| 오스트레일리아 (ARIA)                                                                        | 플래티넘    | 70,000        |
| 오스트리아 (IFPI 오스트리아)                                                                 | 2× 플래티넘 | 30,000*       |
| 벨기에 (BEA)                                                                                 | 플래티넘    | 30,000*       |
| 캐나다 (뮤직 캐나다)                                                                         | 3× 플래티넘 | 240,000       |
| 체코 (IFPI Czech Republic)                                                                   | 플래티넘    |               |
| 덴마크 (IFPI Danmark)                                                                        | 플래티넘    | 20,000        |
| 프랑스 (SNEP)                                                                                | 플래티넘    | 100,000       |
| 독일 (BVMI)                                                                                  | 2× 플래티넘 | 400,000       |
| 헝가리 (MAHASZ)                                                                              | 플래티넘    | 2,000^        |
| 이탈리아 (FIMI)                                                                              | 골드        | 25,000*       |
| 멕시코 (AMPROFON)                                                                            | 3× 플래티넘 | 180,000       |
| 네덜란드 (NVPI)                                                                              | 골드        | 25,000        |
| 뉴질랜드 (RMNZ)                                                                              | 골드        | 7,500^        |
| 노르웨이 (IFPI 노르웨이)                                                                     | 골드        | 10,000*       |
| 폴란드 (ZPAV)                                                                                | 다이아몬드  | 100,000       |
| 포르투갈 (AFP)                                                                               | 골드        | 7,500^        |
| 루마니아 (UFPR)                                                                              | 4× 플래티넘 | 100,000       |
| 대한민국 (KMCA)                                                                              | 골드        |               |
| 스페인 (PROMUSICAE)                                                                          | 골드        | 20,000        |
| 스웨덴 (GLF)                                                                                 | 플래티넘    | 40,000        |
| 영국 (BPI)                                                                                   | 골드        | 166,492       |
| 미국 (RIAA)                                                                                  | 플래티넘    | 1,290,000     |
| 요약                                                                                         |             |               |
| 전 세계                                                                                      | —           | 2,100,000     |
| *판매량을 기반으로 한 인증 · ^출하량을 기반으로 한 인증 · 판매량+스트리밍을 기반으로 한 인증 |             |               |